# 鲁邦三世 (TV第1期)

此圖為魯邦三世的動畫LOGO

《鲁邦三世》是日本在1971年10月24日到1972年3月26日期間播出的電視動畫系列第一期共23集，改編自加藤一彥（モンキー・パンチ）的漫畫作品《鲁邦三世》。

## 角色

### 主要角色
鲁邦三世（配音員：山田康雄）

次元大介（配音員：小林清志）

石川五右卫门（配音員：大塚周夫）

峰不二子（配音員：二阶堂有希子）

钱形幸一（配音員：纳谷悟朗）
警官。

### 其他角色
警視總監（配音員：永井一郎）
錢形的上司。

## 主题曲
1. 「鲁邦三世主題歌一」（第1-3、9話）
唄：徐光星
作詞：東京電影企画部
作曲・編曲：山下毅雄
2. 「鲁邦三世主題歌二」
作詞：東京電影企画部
唄：徐光星
作曲・編曲：山下毅雄
3. 「鲁邦三世主題歌三」（第16-23話）
唄：広石吉郎
作曲/編曲：山下毅雄
4. 「鲁邦三世主題歌四」（第4-8、10-15話）
唄：徐光星
作曲・編曲：山下毅雄

## 各話列表
| 集數 | 播放日期       | 日文标题 | 中文翻译                       | 演出              | 剧本         | 分镜         | 客串角色 |
| ---- | -------------- | -------- | ------------------------------ | ----------------- | ------------ | ------------ | --- |
| 1    | 1971年10月24日 |          | 鲁邦燃起了斗志・・・・?!       | 大隅正秋          | 山崎忠昭     | 高橋和美     | 长官（コミッショナー，配音演员：泷口顺平） |
| 2    | 1971年10月31日 |          | 被称为魔术师的男人             | 大隅正秋          | 大和屋竺     | 奥田誠二     | 白乾児（パイカル，配音演员：江角英明） |
| 3    | 1971年11月7日  |          | 再见，爱着的魔女               | 大隅正秋          | 宮田雪       | 斉九洋       | 琳达（リンダ，配音演员：武藤礼子） 海因莱因（ハインライン，配音演员：千叶耕市） 史特恩（スターン，配音演员：小林修） |
| 4    | 1971年11月14日 |          | 逃狱的机会只有一次             | 大隅正秋          | 佐脇徹       | 佐々木正広   | 和尚（和尚） |
| 5    | 1971年11月21日 |          | 十三代目五右卫门登场           | 大隅正秋          | 山崎忠昭     | 小華和ためお | 百地三太夫（百地 三太夫，配音演员：雨森雅司） DJ的女性（DJの女性，配音演员：松岛实） 新闻主持人（ニュースキャスター，配音演员：小林清志）                                                                                             |
| 6    | 1971年11月28日 |          | 下雨天的午后不太好             | 大隅正秋          | 松岡清治     | 小泉謙三     | 孩子午餐（お子様ランチ（おこさまランチ），配音演员：加藤治） 镰鼬（カマイタチ，配音演员：大冢周夫） 曼陀罗辰（マンダラの辰（マンダラのたつ），配音演员：富山敬） 锤子岩铁（ハンマーの岩鉄（ハンマーのがんてつ），配音演员：富田耕生） |
| 7    | 1971年12月5日  |          | 狼就是狼                       | Aプロ演出グループ | 大和屋竺     | 斉九洋       | 示刀流总帅（示刀流総帥（じとうりゅうそうすい），配音演员：永井一郎） 藤波吟子（藤波 吟子（ふじなみ ぎんこ），配音演员：二阶堂有希子） 鲁邦二世（ルパン二世（ルパンにせい），配音演员：北川国彦）                                      |
| 8    | 1971年12月12日 |          | 全员集合扑克牌作战             | Aプロ演出グループ | 宮田雪       | 奥田誠二     | 黄金先生（Mr.ゴールド，配音演员：岛宇志夫） 鬼牌（ジョーカー，配音演员：山田俊司） |
| 9    | 1971年12月19日 |          | 哼着蓝调的杀手                 | 大隅正秋          | 佐脇徹       | 奥田誠二     | 普恩（プーン，配音演员：本郷淳） 帽子（キャップ，配音演员：新井和夫） |
| 10   | 1971年12月26日 |          | 目标，假钞制造者！             | Aプロ演出グループ | 佐脇徹       | 矢沢則夫     | 乌克兰男爵（ウクライナ男爵，配音演员：中田浩二） 不私刑（フリンチ，配音演员：细井重之） 乌克兰的银狐（ウクライナの銀ギツネ，配音演员：津田毬子） 伊万诺夫（イワノフ，配音演员：峰惠研）                                               |
| 11   | 1972年1月2日   |          | 当地七号桥毁掉时               | Aプロ演出グループ | 宮田雪       | 小華和ためお | 伏尔伏（ボルボ，配音演员：辻村真人） 丽莎（リーサ，配音演员：吉田理保子） |
| 12   | 1972年1月9日   |          | 谁才是最后的胜者               | 大隅正秋          | 鶴見和一     | 小華和ためお | 疾风（ハヤテ，配音演员：柴田秀胜） 长老（長老，配音演员：矢田耕司） 墨人、熊袭（スミト、クマソ，配音演员：池水通洋） |
| 13   | 1972年1月16日  |          | 要小心时空穿梭机！             | Aプロ演出グループ | 宮田雪       | 斉九洋       | 魔毛狂介（魔毛 狂介（まもう きょうすけ），配音演员：家弓家正） 袋小路（袋小路（ふくろこうじ），配音演员：雨森雅司） |
| 14   | 1972年1月23日  |          | 绿宝石的秘密                   | Aプロ演出グループ | 宮田雪       | 岡崎稔       | 凯萨琳（キャサリン，配音演员：増山江威子） 雷蒙（レイモンド，配音演员：山田俊司） |
| 15   | 1972年1月30日  |          | 逮捕鲁邦去欧洲                 | Aプロ演出グループ | 松岡清治     | 小華和ためお | 金满（金満（きんまん），配音演员：盐见龙介） 女空服员（スチュワーデス，配音演员：吉见佑子） |
| 16   | 1972年2月6日   |          | 抢夺宝石大作战                 | Aプロ演出グループ | 七條門       | 出崎哲       | 海狸（ビーバー，配音演员：盐见龙介） |
| 17   | 1972年2月13日  |          | 中计的鲁邦                     | Aプロ演出グループ | 七條門       | 斉九洋       | 星影银子（星影 銀子（ほしかげ ぎんこ），配音演员：平井道子） |
| 18   | 1972年2月20日  |          | 美女、财团选拔赛               | Aプロ演出グループ | 小華和ためお | 松岡清治     | 史密斯（スミス，配音演员：新井和夫） |
| 19   | 1972年2月27日  |          | 哪边的第三代会获胜呢！         | Aプロ演出グループ | 小山俊一郎   | 棚橋一徳     | 葛尼玛三世（ガニマール三世（ガニマールさんせい），配音演员：伊藤克） |
| 20   | 1972年3月5日   |          | 抓住假鲁邦！                   | Aプロ演出グループ | 七條門       | 小華和ためお | 阵兵卫（ジンベエ，配音演员：中田浩二） 老爷爷（じっちゃま，配音演员：千叶顺二） 老奶奶（おばば，配音演员：北滨晴子） 马奎（マルケン，配音演员：饭田和平）                                                                             |
| 21   | 1972年3月12日  |          | 茉莉茉莉阿欧马娘的帮助！       | Aプロ演出グループ | 松岡清治     | 高橋春男     | 牧田理惠（牧田 リエ（まきた リエ），配音演员：平井道子） 肯牧田（ケン牧田（ケンまきだ），配音演员：作间功） 乔治泷川（ジョージ滝川（ジョージたきがわ），配音演员：富田耕生）                                                          |
| 22   | 1972年3月19日  |          | 先手必胜，鲁邦逮捕电脑大作战！ | Aプロ演出グループ | 宮田雪       | 小華和ためお | 高登（ゴードン，配音演员：兼本新吾） |
| 23   | 1972年3月26日  |          | 黄金大胜负！                   | Aプロ演出グループ | 田村多津夫   | 吉川惣司     | 无 |

## 製作人員
- 作画監督：大塚康生
- 美術監督：千葉秀雄、伊藤雅人
- 撮影監督：三沢勝治
- 録音監督：田代敦巳
- 編集：井上和夫
- 音樂：山下毅雄
- 演出：大隅正秋（日语：おおすみ正秋）→Aプロダクション（宮崎駿、高畑勲）
- 原画：小林治、青木悠三（日语：青木悠三）、今澤哲男、岡迫亘弘（日语：岡迫亘弘）、木村圭市郎（日语：木村圭市郎）、山口泰弘（日语：山口泰弘）、村田耕一（日语：村田耕一）、近藤喜文、本多敏行（日语：本多敏行）、金沢比呂司（日语：金沢比呂司）等
- 動画：前田実、福富博、山田道代（日语：山田みちしろ）
- 制作：读卖电视台・東京電影